# Абна ад-Даула
Abnāʾ ad-Dawla (араб. أبناء الدولة, досл. «сини режиму/династії»), часто просто «Абнаʾ» — це термін для хорасанських арабів, які брали участь у Аббасидській революції 749–750 років, та для їхніх нащадків, які оселилися у Багдаді та Іраку . Вони стали правлячою елітою халіфату Аббасидів і сформували опору халіфської армії. Однак цей термін рідко зустрічається у джерелах до часів, коли відбувалася Четверта громадянська війни Фітна у 810-х роках, коли його (термін) застосовували до хурасанів Багдада, які переважною більшістю підтримували халіфа аль-Аміна проти його брата аль-Мамуна. Терміни "ahl Khurāsān" («люди Хурасана») і "abnāʾ ahl Khurāsān" («сини народу Хурасана») частіше вживаються до хурасанів, які становили опору режиму Аббасидів загалом. Після перемоги аль-Мамуна у громадянській війні, абна ад-Давла були замінені, в основному, перськими послідовниками останнього, а за його наступника аль-Мутасіма почалися прцеси приходу до влади турецьких рабів-солдат.